# R-29RM Shtil
Ne doit pas être confondu avec Shtil (chanson).

Le lanceur Shtil'

Le lanceur R-29RM Shtil (en russe : Штиль, qui signifie calme en parlant des conditions météorologiques), provient d'un missile mer-sol, le R-29. Il est utilisé pour le lancement de satellites artificiels en orbite. Le lanceur est composé de 3 étages avec des moteurs à propergols liquides. Il est le premier lanceur qui réussit le lancement d'une charge utile en orbite à partir d'un sous-marin, bien que le lancement de cette structure depuis le sol soit aussi possible.

## Performance
En raison de sa plate-forme mobile de lancement, la fusée Shtil' peut atteindre différentes inclinaisons, ainsi que l'orbite héliosynchrone et l'orbite terrestre basse. La charge utile possible est déterminée par la mission souhaitée. Sur une mission typique de 200 km à une orbite circulaire à une inclinaison de 79 degrés la fusée Shtil' a une charge utile de 160 kg. Un projet d'une version de plus grande capacité est à l'étude avec de charge utile allant jusqu'à 430 kg pour la Shtil-3.

## Histoire
Le 7 juillet 1998, le lanceur Shtil' a placé deux charges utiles en orbite basse. Les satellites allemands TUBSAT-N et TUBSAT-N1 ont été lancés à partir du sous-marin K-407 Novomoskovsk (classe Delta IV) de la Flotte du Nord russe. Le lancement a été effectué à partir d'un champ de tir dans la mer de Barents. C'était la première fois que des satellites ont été lancés à partir d'un sous-marin.
Le 26 mai 2006, la fusée envoie un satellite Kompass 2 en orbite basse. Le lancement a été effectué à partir de la mer de Barents par le sous-marin K-84 Iekaterinbourg de classe Delta-IV. Le satellite Kompass 2 a une masse de 77 kg et a été mis en orbite à 500 km de haut sur une inclinaison de 79,8 degrés.
| Numéro | Date et heure (UTC)  | Type      | Sous-marin                                                | Charge utile          | Type de charge utile                           | Masse         | Orbite | État   | NSSDC     |
| ------ | -------------------- | --------- | --------------------------------------------------------- | --------------------- | ---------------------------------------------- | ------------- | ------ | ------ | --------- |
| 1      | 7 juillet 1998 03:15 | Schtil-1N | Mer de Barents : 69° 18′ N, 35° 18′ E K-407 Nowomoskowsk  | TUBSAT-N/N1, Schtil-1 | 2 satellites de communication et scientifiques | 8,5 kg + 3 kg | LEO    | Succès | 1998-042  |
| 2      | 26 mai 2006 19:50    | Schtil-1N | Mer de Barents : 69° 30′ N, 34° 12′ E K-84 Iekaterinbourg | Kompas 2              | Satellite d'observation de la Terre            | 80 kg         | LEO    | Succès | 2006-019A |